# Phyllopertha puncticollis
Phyllopertha puncticollis är en skalbaggsart som beskrevs av Edmund Reitter 1888. Phyllopertha puncticollis ingår i släktet Phyllopertha och familjen Rutelidae. Inga underarter finns listade i Catalogue of Life.